# Slave I
De Slave I is een fictief ruimteschip van de premiejagers Jango Fett en zijn zoon Boba Fett uit de Star Wars-saga.

## Episode II: Attack of the Clones
In Episode II gebruikte premiejager Jango Fett en zijn zoon het schip om te ontsnappen aan de Jedi Obi-Wan Kenobi.
Obi-Wan Kenobi wist het schip echter te volgen tot de planeet Geonosis. Er barstte een spectaculair ruimtegevecht los tussen de Slave I en de Jedi sterrenjager van Kenobi in een planetoïdenveld rond de planeet. Na een explosie dacht Jango Kenobi te hebben gedood en daalde af naar het oppervlak van Geonosis. Maar Kenobi had zich verscholen achter een van de grote planetoïden. Kort daarna werd Kenobi echter toch gevangengenomen door de opdrachtgevers van Jango Fett en belandde zo in de executiearena, waarin Jango Fett sneuvelde. Boba Fett was nu genoodzaakt alleen naar huis te reizen en zon op wraak op Mace Windu, die Jango had omgebracht.

## Episode V: The Empire Strikes Back
Het is zeker 25 jaar later. Boba Fett achtervolgt in opdracht van Darth Vader met de Slave I de Millennium Falcon en keert terug met de gezochte smokkelaar Han Solo in carboniet. Eerst ontving hij een beloning van Vader. Daarna leverde hij Han Solo uit aan Jabba de Hutt. Jabba gaf de premiejager nog een rijkelijke beloning.